# Sherburne Wesley Burnham
Sherburne Wesley Burnham (12 de diciembre de 1838 - 11 de marzo de 1921) fue un astrónomo estadounidense, especializado en la localización de estrellas binarias.

## Biografía
Burnham nació en Thetford, Vermont. Sus padres eran Roswell O. y Marinda (Foote) Burnham. Toda su instrucción fue la graduación que obtuvo en la academia en Thetford.
Aprendió por sí mismo taquigrafía, y hacia 1858 residía en la Ciudad de Nueva York. Trabajó como reportero para el Ejército de la Unión en Nueva Orleans durante la Guerra Civil, donde adquirió una copia de la "Geography of the Heavens" (Geografía de los Cielos) por Elijah H. Burritt, que espoleó su interés por la astronomía. Después de la guerra, se trasladó a Chicago y trabajó como reportero de tribunal durante 20 años. Por la noche era un astrónomo aficionado, excepto durante cuatro años (1888-1892) en los que trabajó como astrónomo de dedicación exclusiva en el Observatorio Lick. Dejó la información sobre los tribunales en 1902, pero permaneció en Chicago. De 1897 a 1914 fue astrónomo en el Observatorio Yerkes.
En 1873 - 1874, produjo un catálogo de estrellas dobles. Fue nombrado miembro de la Real Sociedad Astronómica. Continuó identificando estrellas dobles y posteriormente publicó el "General Catalogue of 1290 Double Stars" (Catálogo General de 1290 Estrellas Dobles). En 1906, publicó el "Burnham Double Star Catalogue" (Catálogo Burnham de Estrellas Dobles), conteniendo 13.665 referencias de estrellas dobles.
Durante más de cincuenta años empleó todo su tiempo libre en observar los cielos, principalmente buscando estrellas binarias. Friedrich Georg Wilhelm von Struve y Otto Wilhelm von Struve habían catalogado un buen número de estrellas binarias trabajando desde los Observatorios de Dorpat y Púlkovo, utilizando telescopios de 23 y de 38 cm. Durante la década de 1840 se pensó que prácticamente todas las estrellas binarias visibles a los instrumentos de aquella época habían sido descubiertas. Sin embargo, Burnham, con su telescopio de 15 cm (5,9") localizó 451 nuevas estrellas dobles entre 1872 y 1877. Un astrónomo europeo, el Barón Ercole Dembowski le ayudó comprobando de nuevo las binarias descubiertas.
La calidad del trabajo de Burnham le abrió las puertas de los principales observatorios y tuvo acceso a instrumentos más potentes en Observatorio Lick, Yerkes y otros observatorios. Se le atribuye el descubrimiento de 1340 estrellas binarias.
Descubrió el primer ejemplo de lo que medio siglo después se denominaría un objeto de Herbig–Haro: la Nebulosa Burnham (ahora referenciada como HH255).

## Reconocimientos
- Recibió la Medalla de oro de la Real Sociedad Astronómica en 1894.
- La Academia de Ciencias de Francia le otorgó el Premio Lalande en 1904.[3]
- El cráter lunar Burnham[4] y el asteroide (834) Burnhamia llevan el nombre del astrónomo estadounidense en su honor.[5]